# Nashville (Míchigan)
Nashville es una villa ubicada en el condado de Barry en el estado estadounidense de Míchigan. En el Censo de 2010 tenía una población de 1628 habitantes y una densidad poblacional de 0,28 personas por km².

## Geografía
Nashville se encuentra ubicada en las coordenadas 42°36′11″N 85°5′38″O / 42.60306, -85.09389. Según la Oficina del Censo de los Estados Unidos, Nashville tiene una superficie total de 5767.9 km², de la cual 5490.75 km² corresponden a tierra firme y (4.8%) 277.13 km² es agua.

## Demografía
Según el censo de 2010, había 1628 personas residiendo en Nashville. La densidad de población era de 0,28 hab./km². De los 1628 habitantes, Nashville estaba compuesto por el 97.24% blancos, el 0.18% eran afroamericanos, el 0.61% eran amerindios, el 0.37% eran asiáticos, el 0% eran isleños del Pacífico, el 0.37% eran de otras razas y el 1.23% pertenecían a dos o más razas. Del total de la población el 2.15% eran hispanos o latinos de cualquier raza.